# پلینو
پلینو (به انگلیسی: Plano) یکی از شهرهای تگزاس است. این شهر قسمتی از کلان‌شهر دالاس-فورت وورث است و در شمال دلاس قرار دارد.
برآورد جمعیت این شهر در سال ۲۰۱۶ بیش از ۲۸۸٬۰۰۰ نفر بوده‌است.

## جغرافیا

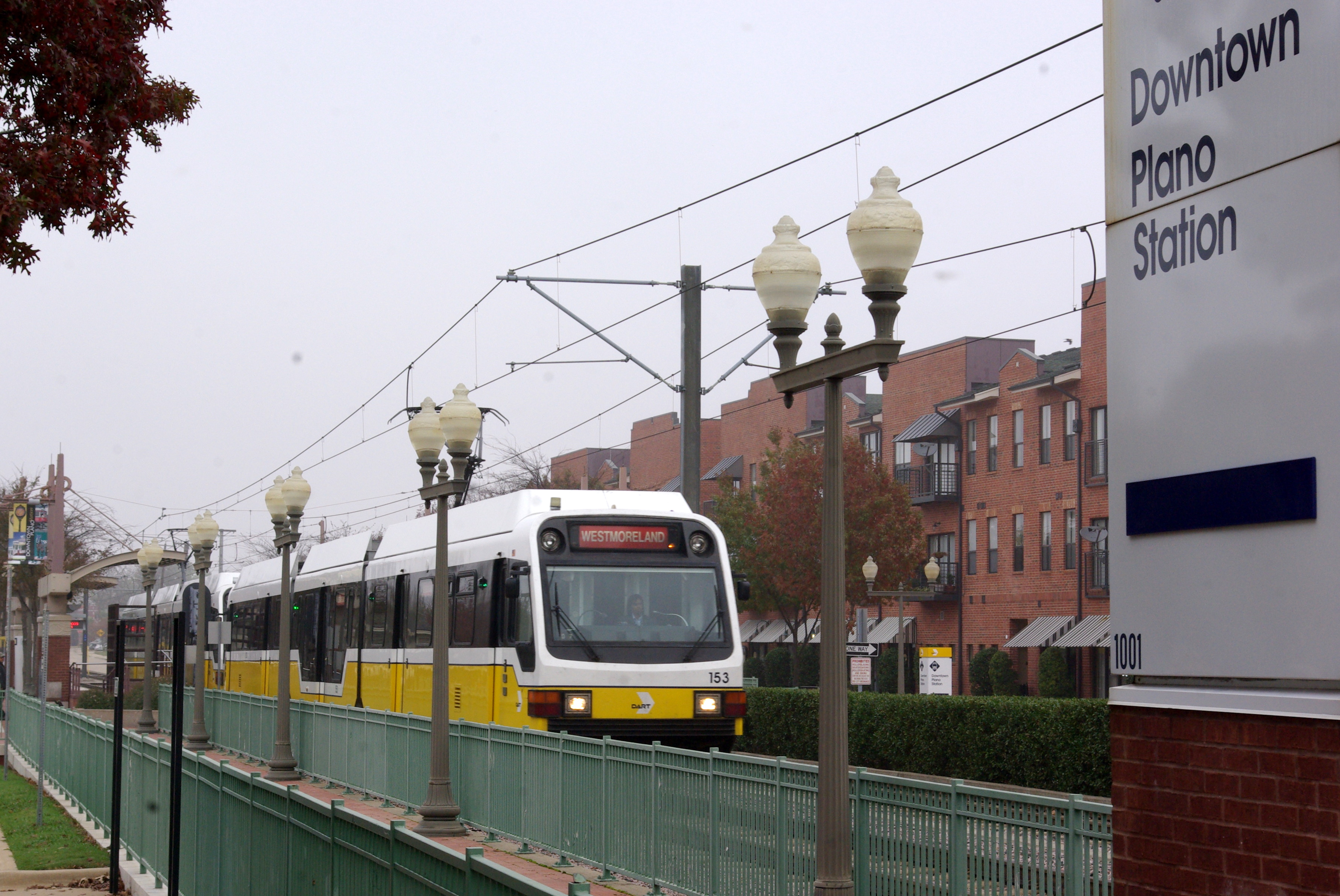

شهر پلینو همجوار شهرهای آلن و فریسکو در شمال کلانشهر دالاس-فورت وورث واقع است؛ و از آنجایی که ریچاردسون در جنوب و گارلند در شرق آن قرار دارند، پلینو را در بین شهرهای شمال این کلانشهر می‌توان دارای مرکزیت نسبی دانست.
پلینو دارای جمعیت بالایی آسیایی‌تبار می‌باشد و در واقع سفیدپوستان در اقلیت قرار دارند. اکثر آنان چینی و هندی هستند اما درصد قابل توجهی ایرانی نیز ساکن پلینو هستند.

## اقتصاد
مراکز اداری و تجاری متعددی در پلینو مستقر هستند از جمله سینماهای سینمارک، شعبه مرکزی ان‌تی‌تی دیتا و نیز هیلتی و تویوتا (Toyota Motor North America) در آمریکا، جی. سی. پنی، و فریتو-لی.

## تقسیمات سیاسی

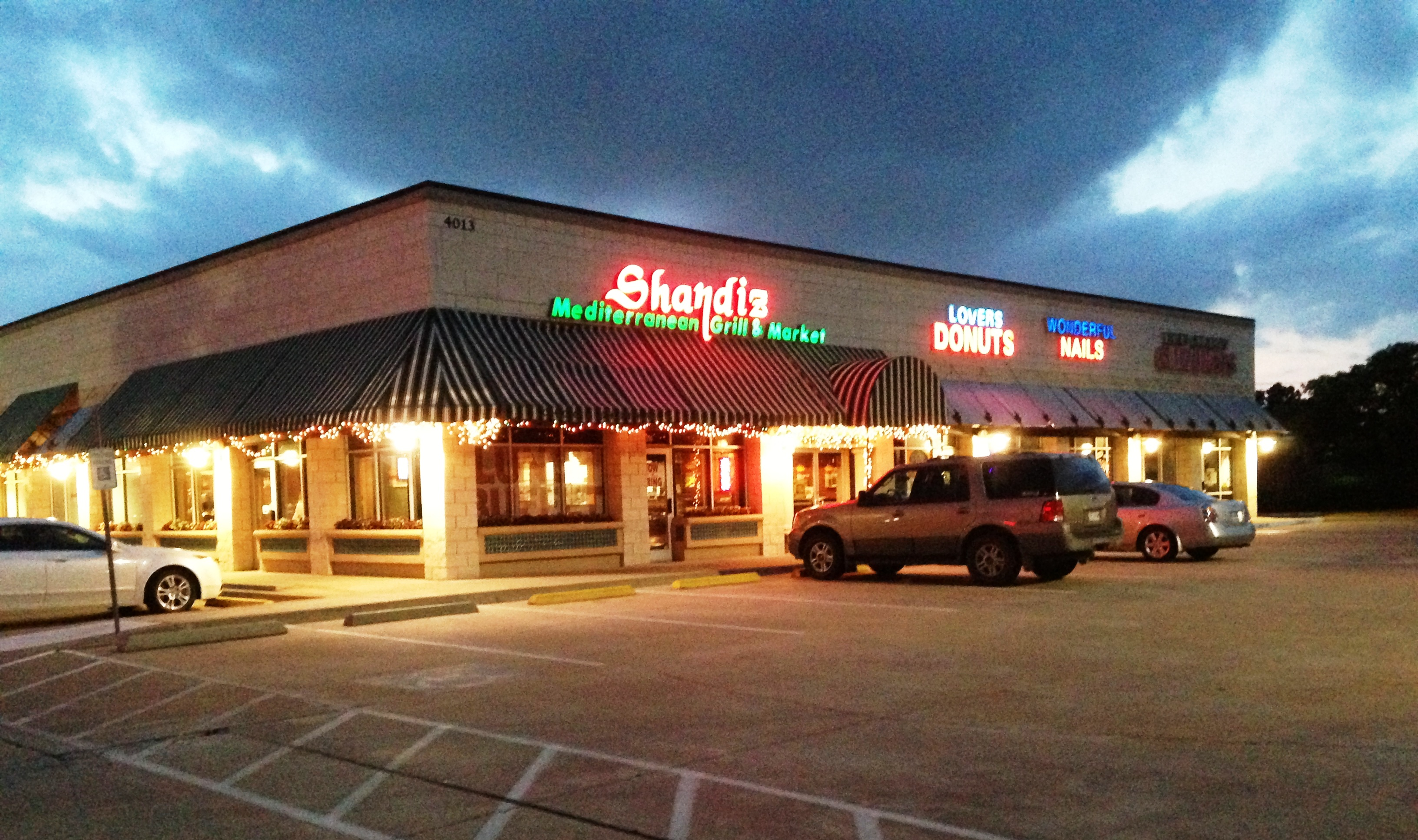
چلوکبابی شاندیز در پلینو. ایرانیان زیادی مقیم شهر پلینو هستند.

شهر پلینو از نظر تقسیمات سیاسی جزو شهرستان کالین کانتی محسوب می‌شود. در حالی که از نظر موقعیت شهری در محدوده متروپلیس دالاس فورت-وورث (دی-اف دبلیو) قرار دارد.

## مراکز دیدنی
از دیدنی‌های این شهر می‌توان به فستیوال سالانه بالون‌ها (Balloon Festival)، مرکز خرید بزرگ (مال) کالین کریک (Collin Creek)، مجموعه تفریحی و رستورانهای لگسی (Shop at Legacy)، پارک‌ها و دریاچه‌های متعدد اشاره نمود.

## شهرهای خواهرخوانده
پلینو با شهرهای زیر خواهرخوانده است:
- ایوانوفو در استان ایوانوف در روسیه
- برمپتون، انتاریو در کانادا (۲۰۰۰)
- گومی، کره جنوبی[۱]
- سن پدرو گارزا گارسیا در مکزیک (۱۹۹۵)
- سینچو در تایوان (۲۰۰۳)
- بندر آدلاید در استرالیا